# Paulinho (ur. 2000)
Paulinho, właśc. Paulo Henrique Sampaio Filho (ur. 15 lipca 2000 w Rio de Janeiro) – brazylijski piłkarz występujący na pozycji lewego skrzydłowego lub napastnika w brazylijskim klubie SE Palmeiras. Złoty medalista igrzysk olimpijskich 2020. 